# Phoebis avellaneda
Phoebis avellaneda is een vlindersoort uit de familie van de Pieridae (witjes), onderfamilie Coliadinae.
Phoebis avellaneda werd in 1865 beschreven door Herrich-Schäffer.